# Villa Augustusweg 22 (Radebeul)
Die Villa im Augustusweg 22 liegt im Stadtteil Serkowitz des sächsischen Radebeul, nördlich der Meißner Straße. Sie wurde 1874/1875 durch die ortsansässigen Baumeister Gebrüder Ziller errichtet.

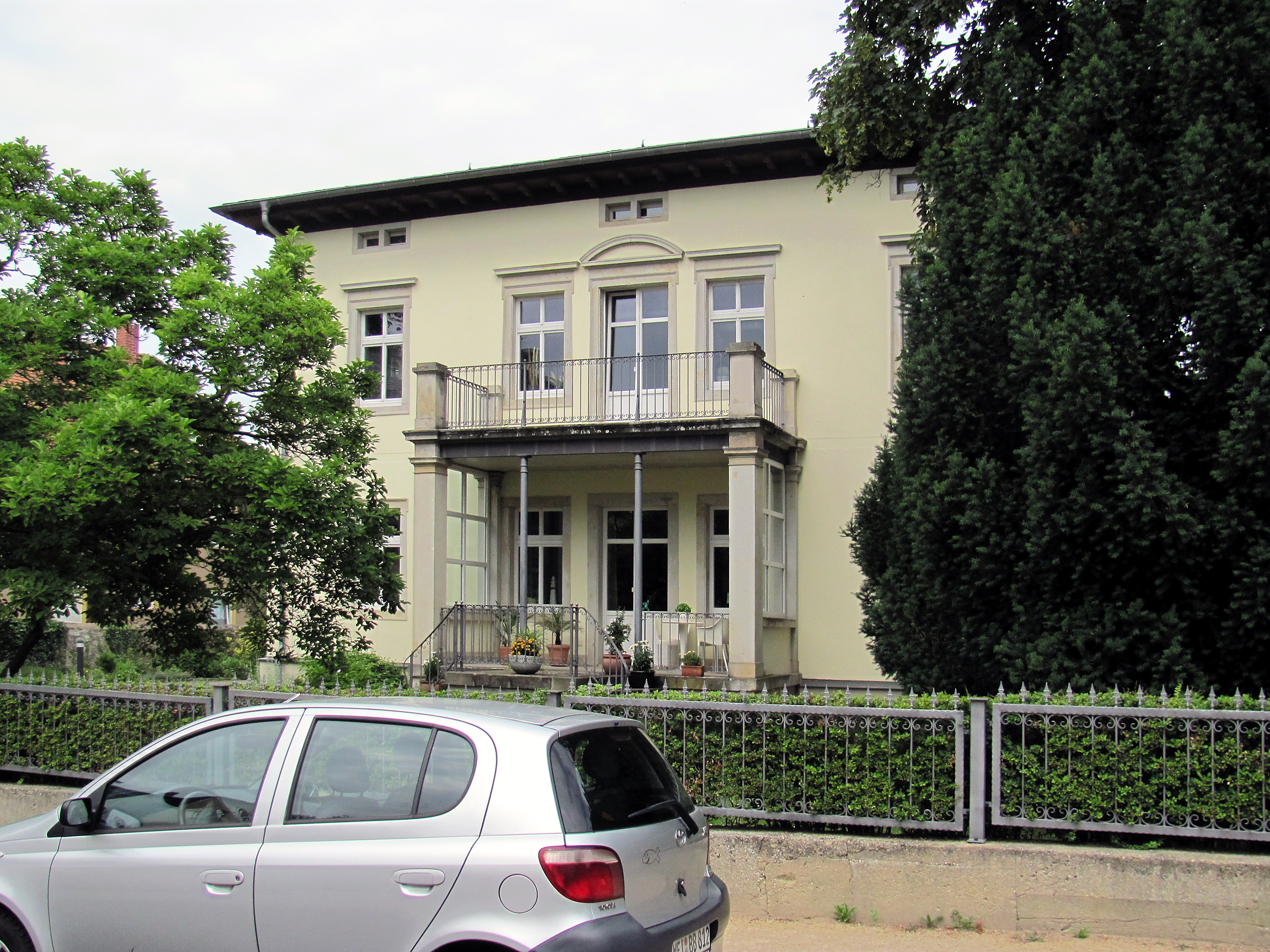
Villa Augustusweg 22

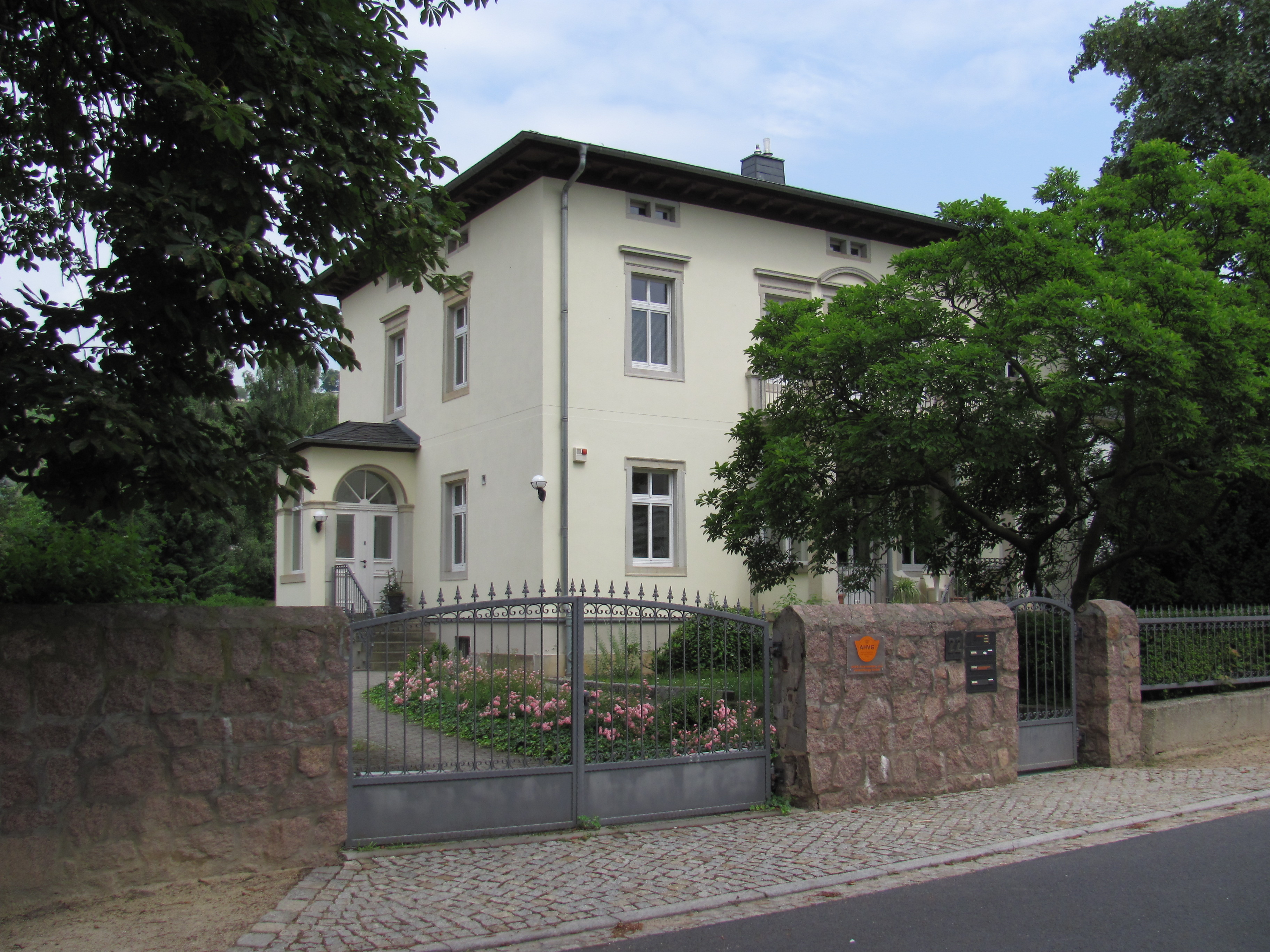
Eingangsseite von Augustusweg 22

## Beschreibung
Die zweigeschossige, unter Denkmalschutz stehende Villa hat einen Kniestock sowie ein flaches, weit vorkragendes Walmdach.
In der fünfachsigen, symmetrischen Straßenansicht steht mittig ein Söller auf zierlichen Pfeilern, der Austritt obenauf durch Gitter eingefasst. Die untere Terrasse ist über eine Freitreppe mit dem Vorgarten verbunden. Die Fenster im Obergeschoss werden durch gerade Verdachungen bekrönt, das Mittelfenster durch eine Segmentbogenverdachung. Alle Fenster werden durch Gewände aus Sandstein eingefasst.
In der linken Nebenansicht befindet sich ein Vorbau mit dem rundbogigen Eingangsportal. Auf der Rückseite des Hauses steht ein niedriger Wirtschaftsanbau.

## Geschichte
Ab 1875 wohnte dort ein Major von Kreutzburg (1886 und 1897 Oberstleutnant Eduard Othello von Kreutzburg († 1913), 1914 Kreutzburgs Erben). Gleich im Jahr 1875 ließ die Eigentümerin, Henriette Antonie von Kreutzburg geb. von Tauchnitz (1838–92), Tochter von Christian Bernhard Tauchnitz, eine freistehende Remise errichten.
Nach der Wende wurde das Kulturdenkmal umfassend restauriert.